# Gabriela Lefenda
Gabriela Lefenda (* 24. dubna 1975) je česká manažerka a novinářka, od května 2024 ředitelka Televizního studia Ostrava České televize, v letech 2013 až 2018 byla vedoucí ostravského zpravodajství ČT.

## Život
Vystudovala učitelství českého jazyka a občanské výchovy na Ostravské univerzitě (promovala v roce 2015 a získala titul Mgr.), následně mezi roky 2015 a 2019 vystudovala na téže univerzitě i doktorský obor didaktika českého jazyka (získala titul Ph.D.).[zdroj?]

## Pracovní kariéra
Začínala v letech 1996 až 1998 jako redaktorka a moderátorka moravskoslezské TV POLAR. Následně přešla do TV Nova, kde v letech 1998 až 2000 působila jako redaktorka, asistentka dramaturga a moderátorka pořadu Snídaně s Novou a později v letech 2000 až 2003 jako redaktorka domácího zpravodajství. V letech 2006 až 2009 byla šéfredaktorkou regionálního zpravodajstvívTV RTA / POLAR Ostrava.[zdroj?]
V roce 2010 začala působit v České televizi, kde moderovala pořady Dobré ráno, Živě na jedničce a Hranice dokořán (Rozmówki polsko-czeskie). Mezi lety 2013 a 2018 byla vedoucí redaktorkou Redakce zpravodajství ČT Ostrava. V srpnu 2019 se stala ředitelkou vnějších vztahů zdravotnické skupiny AGEL, od září 2020 byla i členkou správní rady NADACE AGEL. Ke konci dubna 2024 požádala o uvolnění ze zaměstnaneckého poměru v Agelu.
V roce 2024 se přihlásila do výběrového řízení na post ředitelky České televize Ostrava, ve kterém zvítězila a porazila dosavadního ředitele Miroslava Karase. V dubnu 2024 ji do funkce na návrh generálního ředitele Jana Součka jmenovala Rada České televize, a to s účinností od 6. května 2024.